# Kassim Rimawi
Kassim al-Rimawi (en arabe : قاسم الريماوي), né le 11 janvier 1918 à Bani Zeid et mort le 29 avril 1982 à Amman est un homme politique jordanien. Il fut premier ministre en 1980 à la suite de la mort de Abdelhamid Sharaf.